# Lopinavir

Lopinavir

Lopinavir là một loại thuốc kháng retrovirus thuộc nhóm thuốc ức chế protease. Nó được sử dụng để chống nhiễm virus HIV dưới dạng phối hợp liều cố định với một chất ức chế protease khác, ritonavir (lopinavir/ritonavir).
Thuốc này được cấp bằng sáng chế vào năm 1995 và được chấp thuận cho sử dụng trong y tế vào năm 2000.

## Tác dụng phụ
Tác dụng phụ, tương tác và chống chỉ định của thuốc này chỉ được đánh giá trong thuốc phối hợp  lopinavir/ritonavir.

## Dược lý học
Lopinavir là thuóc liên kết chặt chẽ với protein huyết tương (98-99%).
Các báo cáo tỏ ra trái ngược nhau về việc thâm nhập lopinavir vào dịch não tủy (CSF). Các báo cáo nói rằng lopinavir có thể được phát hiện trong CSF; tuy nhiên, một nghiên cứu về các mẫu huyết tương CSF được ghép nối từ 26 bệnh nhân đang dùng lopinavir/ritonavir đã cho thấy mức độ lopinavir CSF trên IC 50 trong 77% mẫu bệnh nhân.

## Nghiên cứu
Một nghiên cứu năm 2014 chỉ ra rằng lopinavir có hiệu quả chống lại vi rút u nhú ở người (HPV). Nghiên cứu đã sử dụng tương đương với một viên hai lần một ngày áp dụng tại chỗ cho các dịch vụ của phụ nữ có điều kiện tiền ung thư cấp cao và cấp thấp. Sau ba tháng điều trị, 82,6% phụ nữ mắc bệnh cấp độ cao có tình trạng cổ tử cung bình thường, được xác nhận bằng phết tế bào và sinh thiết.